# Roy Carter
Roy Carter es un oboísta británico. Ha actuado como oboe principal de la orquesta Royal Nother Sinfonia.
Empezó a tocar el oboe a los 10 años. Consiguió becas escolares para estudiar con Margaret Elliot en la Royal Academy of Music y más tarde con Terence McDonough en el Royal College of Music. Inició su carrera orquestal con la Orquesta Filarmónica y luego con la English National Opera Orchestra. En 1986 ingresó en la London Symphony Orchestra, compartiendo el puesto de primer oboe y siendo nombrado primer oboe en 1988. También ha colaborado como primer oboe con las principales orquestas británicas, incluida la Filarmónica de Londres, la Royal Philharmonic y la English Chamber Orchestra. Además, es profesor de oboe en la Guildhall School of Music and Drama.